# Dallas Cup de 2017
A Dallas Cup de 2017, também conhecida como Dr Pepper Dallas Cup de 2017 (por motivos de patrocínios), foi a trigésima-oitava edição deste torneio disputado em Dallas, Texas.
Nesta edição, sete torneios de faixas etárias de 13 a 19 anos. Na competição Super Group, o FC Dallas conquistou seu primeiro título ao vencer o Monterrey na decisão.

## Super Group

### Grupo A
| Pos | Equipe             | Pts | J | V | E | D | GP | GC | SG | Classificado                   |
| --- | ------------------ | --- | - | - | - | - | -- | -- | -- | ------------------------------ |
| 1   | Coritiba           | 5   | 3 | 1 | 2 | 0 | 6  | 5  | +1 | Classificado para a fase final |
| 2   | Chivas Guadalajara | 4   | 3 | 1 | 1 | 1 | 7  | 5  | +2 |                                |
| 3   | Manchester United  | 4   | 3 | 1 | 1 | 1 | 5  | 6  | −1 |                                |
| 4   | Real Salt Lake     | 2   | 3 | 0 | 2 | 1 | 2  | 4  | −2 |                                |

### Grupo B
| Pos | Equipe        | Pts | J | V | E | D | GP | GC | SG | Classificado                   |
| --- | ------------- | --- | - | - | - | - | -- | -- | -- | ------------------------------ |
| 1   | FC Dallas     | 7   | 3 | 2 | 1 | 0 | 7  | 1  | +6 | Classificado para a fase final |
| 2   | Monterrey     | 7   | 3 | 2 | 1 | 0 | 5  | 2  | +3 | Classificado para a fase final |
| 3   | Everton       | 3   | 3 | 1 | 0 | 2 | 1  | 7  | −6 |                                |
| 4   | Maccabi Haifa | 0   | 3 | 0 | 0 | 3 | 1  | 4  | −3 |                                |

### Grupo C
| Pos | Equipe              | Pts | J | V | E | D | GP | GC | SG | Classificado                   |
| --- | ------------------- | --- | - | - | - | - | -- | -- | -- | ------------------------------ |
| 1   | Tigre               | 7   | 3 | 2 | 1 | 0 | 6  | 3  | +3 | Classificado para a fase final |
| 2   | Red Bull Brasil     | 4   | 3 | 1 | 1 | 1 | 5  | 5  | 0  |                                |
| 3   | Toronto FC          | 4   | 3 | 1 | 1 | 1 | 3  | 4  | −1 |                                |
| 4   | Eintracht Frankfurt | 1   | 3 | 0 | 1 | 2 | 3  | 5  | −2 |                                |

## Fase final
|  | Semifinais  | Semifinais |   |  | Final       | Final |  |
|  |             |            |   |  |             |       |  |
|  | 14 de abril |            |   |  |             |       |  |
|  | Dallas      | 2          |   |  |             |       |  |
|  | Coritiba    | 1          |   |  |             |       |  |
|  |             |            |   |  |             |       |  |
|  |             |            |   |  | 16 de abril |       |  |
|  |             |            |   |  | Dallas      | 2     |  |
|  |             | Monterrey  | 1 |  |             |       |  |
|  |             |            |   |  |             |       |  |
|  |             |            |   |  |             |       |  |
|  |             |            |   |  |             |       |  |
|  | 14 de abril |            |   |  |             |       |  |
|  | Tigres UANL | 1          |   |  |             |       |  |
|  | Monterrey   | 2          |   |  |             |       |  |

## Premiação
| Dallas Cup de 2017          |
| Estados Unidos              |
| --------------------------- |
| Dallas Campeão (1.º título) |